# Japonia na zimowych igrzyskach olimpijskich
Japońscy sportowcy na zimowych igrzyskach olimpijskich startują od 1928 roku, jednak swój pierwszy medal (srebrny) zdobyli dopiero po 28 latach w Cortinie d’Ampezzo.

## Pekin (2022)
124 sportowców w piętnastu konkurencjach
| złote medale |
| ------------ |

- Ryōyū Kobayashi – Skoki narciarskie Skocznia normalna mężczyźni

- Ayumu Hirano – Snowboarding Halfpipe mężczyzn

- Miho Takagi – Łyżwiarstwo szybkie Bieg na 1000 m kobiet

| srebrne medale |
| -------------- |

- Miho Takagi – Łyżwiarstwo szybkie Bieg na 1500 m kobiet

- Yuma Kagiyama – Łyżwiarstwo figurowe Soliści

- Ryōyū Kobayashi – Skoki narciarskie Skocznia duża mężczyźni

- Miho Takagi – Łyżwiarstwo szybkie Bieg na 500 m kobiet

- Ayano Satō, Miho Takagi, Nana Takagi – Łyżwiarstwo szybkie Bieg drużynowy kobiet

- Satsuki Fujisawa, Chinami Yoshida, Yūmi Suzuki, Yurika Yoshida, Kotomi Ishizaki – Curling Turniej kobiet

| brązowe medale |
| -------------- |

- Ikuma Horishima – Narciarstwo dowolne Jazda po muldach mężczyzn

- Shōma Uno, Yuma Kagiyama, Wakaba Higuchi, Kaori Sakamoto, Riku Miura, Ryuichi Kihara, Misato Komatsubara, Timothy Koleto – Łyżwiarstwo figurowe Drużynowo

- Shōma Uno – Łyżwiarstwo figurowe Soliści

- Sena Tomita – Snowboarding Halfpipe kobiet

- Wataru Morishige – Łyżwiarstwo szybkie Bieg na 500 m mężczyzn

- Kokomo Murase – Snowboarding Big air kobiet

- Akito Watabe – Kombinacja norweska Skocznia duża/10 km

- Yoshito Watabe, Hideaki Nagai, Akito Watabe, Ryōta Yamamoto – Kombinacja norweska Drużynowo

- Kaori Sakamoto – Łyżwiarstwo figurowe Solistki

## Pjongczang (2018)
124 sportowców w piętnastu konkurencjach
| złote medale |
| ------------ |

- Yuzuru Hanyū – Łyżwiarstwo figurowe Soliści

- Nao Kodaira – Łyżwiarstwo szybkie Bieg na 500 m kobiet

- Miho Takagi, Ayano Satō, Nana Takagi, Ayaka Kikuchi – Łyżwiarstwo szybkie Bieg drużynowy kobiet

- Nana Takagi – Łyżwiarstwo szybkie Bieg masowy kobiet

| srebrne medale |
| -------------- |

- Miho Takagi – Łyżwiarstwo szybkie Bieg na 1500 m kobiet

- Akito Watabe – Kombinacja norweska Skocznia normalna/10 km mężczyzn

- Ayumu Hirano – Snowboarding Halfpipe mężczyzn

- Nao Kodaira – Łyżwiarstwo szybkie Bieg na 1000 m kobiet

- Shōma Uno – Łyżwiarstwo figurowe Soliści

| brązowe medale |
| -------------- |

- Daichi Hara – Narciarstwo dowolne Jazda po muldach mężczyzn

- Sara Takanashi – Skoki narciarskie Skocznia normalna kobiet

- Miho Takagi – Łyżwiarstwo szybkie Bieg na 1000 m kobiet

- Satsuki Fujisawa, Chinami Yoshida, Yūmi Suzuki, Yurika Yoshida, Mari Motohashi – Curling Turniej kobiet

## Soczi (2014)
136 sportowców w piętnastu konkurencjach
| złote medale |
| ------------ |

- Yuzuru Hanyū – Łyżwiarstwo figurowe Soliści

| srebrne medale |
| -------------- |

- Ayumu Hirano – Snowboarding Halfpipe mężczyzn

- Akito Watabe – Kombinacja norweska Skocznia normalna/10 km

- Noriaki Kasai – Skoki narciarskie Skocznia duża mężczyzn

- Tomoka Takeuchi – Snowboarding Slalom gigant równoległy kobiet

| brązowe medale |
| -------------- |

- Taku Hiraoka – Snowboarding Halfpipe mężczyzn

- Reruhi Shimizu, Taku Takeuchi, Daiki Itō, Noriaki Kasai – Skoki narciarskie Konkurs drużynowy mężczyzn

- Ayana Onozuka – Narciarstwo dowolne Halfpipe kobiet

## Vancouver (2010)
95 sportowców w czternastu konkurencjach
| srebrne medale |
| -------------- |

- Keiichirō Nagashima – Łyżwiarstwo szybkie mężczyzn (5000 m)

- Mao Asada – Łyżwiarstwo figurowe Solistki

- Masako Hozumi, Nao Kodaira, Maki Tabata – Łyżwiarstwo szybkie bieg drużynowy kobiet

| brązowe medale |
| -------------- |

- Jōji Katō – Łyżwiarstwo szybkie mężczyzn (500 m)

- Daisuke Takahashi – Łyżwiarstwo figurowe Soliści

## Turyn (2006)
110 sportowców w czternastu konkurencjach
| złote medale |
| ------------ |

- Shizuka Arakawa – jazda figurowa na lodzie (solistki)

## Salt Lake City (2002)
103 sportowców w czternastu konkurencjach
| srebrne medale |
| -------------- |

- Hiroyasu Shimizu – łyżwiarstwo szybkie mężczyzn (500 m)

| brązowe medale |
| -------------- |

- Tae Satoya – narciarstwo dowolne kobiet (jazda po muldach)

## Nagano (1998)
158 sportowców w czternastu konkurencjach
| złote medale |
| ------------ |

- Hiroyasu Shimizu – łyżwiarstwo szybkie mężczyzn (500 m)
- Tae Satoya – narciarstwo dowolne kobiet (jazda po muldach)
- Takafumi Nishitani – short track mężczyzn (500 m)
- Kazuyoshi Funaki – skoki narciarskie (duża skocznia)
- Takanobu Okabe, Hiroya Saitō, Masahiko Harada, Kazuyoshi Funaki – skoki narciarskie, konkurs drużynowy

| srebrne medale |
| -------------- |

- Kazuyoshi Funaki – skoki narciarskie (normalna skocznia)

| brązowe medale |
| -------------- |

- Tomomi Okazaki – łyżwiarstwo szybkie kobiet (500 m)
- Hiroyasu Shimizu – łyżwiarstwo szybkie mężczyzn (1000 m)
- Hitoshi Uematsu – short track mężczyzn (500 m)
- Masahiko Harada – skoki narciarskie (duża skocznia)

## Lillehammer (1994)
59 sportowców w jedenastu konkurencjach
| złote medale |
| ------------ |

- Takanori Kōno, Masashi Abe, Kenji Ogiwara- kombinacja norweska mężczyzn, drużynowo

| srebrne medale |
| -------------- |

- Jinya Nishikata, Takanobu Okabe, Noriaki Kasai, Masahiko Harada – skoki narciarskie, konkurs drużynowy
- Takanori Kono – kombinacja norweska mężczyzn

| brązowe medale |
| -------------- |

- Hiromi Yamamoto – łyżwiarstwo szybkie kobiet (5000 m)
- Manabu Horii – łyżwiarstwo szybkie mężczyzn (500 m)

## Albertville (1992)
60 sportowców w jedenastu konkurencjach
| złote medale |
| ------------ |

- Reiichi Mikata, Kenji Ogiwara, Takanori Kōno – kombinacja norweska mężczyzn, drużynowo

| srebrne medale |
| -------------- |

- Toshiyuki Kuroiwa – łyżwiarstwo szybkie mężczyzn (500 m)
- Midori Itō – łyżwiarstwo figurowe (solistka)

| brązowe medale |
| -------------- |

- Tatsuyoshi Ishihara, Toshinobu Kawai, Yūichi Akasaka, Tsutomu Kawasaki – short track, sztafeta mężczyzn (5000 m)
- Seiko Hashimoto – łyżwiarstwo szybkie kobiet (1500 m)
- Junichi Inoue – łyżwiarstwo szybkie mężczyzn (500 m)
- Yukinori Miyabe – łyżwiarstwo szybkie mężczyzn (1000 m)

## Calgary (1988)
48 sportowców w dziewięciu konkurencjach
| brązowe medale |
| -------------- |

- Akira Kuroiwa – łyżwiarstwo szybkie mężczyzn (500 m)

## Sarajewo (1984)
39 sportowców w dziewięciu konkurencjach
| srebrne medale |
| -------------- |

- Yoshihiro Kitazawa – łyżwiarstwo szybkie mężczyzn (500 m)

## Lake Placid (1980)
50 sportowców w dziesięciu konkurencjach
| srebrne medale |
| -------------- |

- Hirokazu Yagi – skoki narciarskie (normalna skocznia)

## Innsbruck (1976)
58 sportowców w dziesięciu konkurencjach

## Sapporo (1972)
85 sportowców w 10 konkurencjach
| złote medale |
| ------------ |

- Yukio Kasaya – skoki narciarskie (normalna skocznia)

| srebrne medale |
| -------------- |

- Akitsugu Konno – skoki narciarskie (normalna skocznia)

| brązowe medale |
| -------------- |

- Seiji Aochi – skoki narciarskie (normalna skocznia)

## Grenoble (1968)
61 sportwców w ośmiu konkurencjach

## Innsbruck (1964)
47 sportowców w ośmiu konkurencjach

## Squaw Valley (1960)
41 sportowców w siedmiu konkurencjach

## Cortina d’Ampezzo (1956)
10 sportowców w pięciu konkurencjach
| srebrne medale |
| -------------- |

- Chiharu Igaya – slalom specjalny mężczyzn

## Oslo (1952)
13 sportowców w dziesięciu konkurencjach

## Garmisch-Partenkirchen (1936)
31 sportowców w siedmiu konkurencjach

## Lake Placid (1932)
16 sportowców w pięciu konkurencjach

## Sankt Moritz (1928)
6 sportowców w trzech konkurencjach